# Palmhout

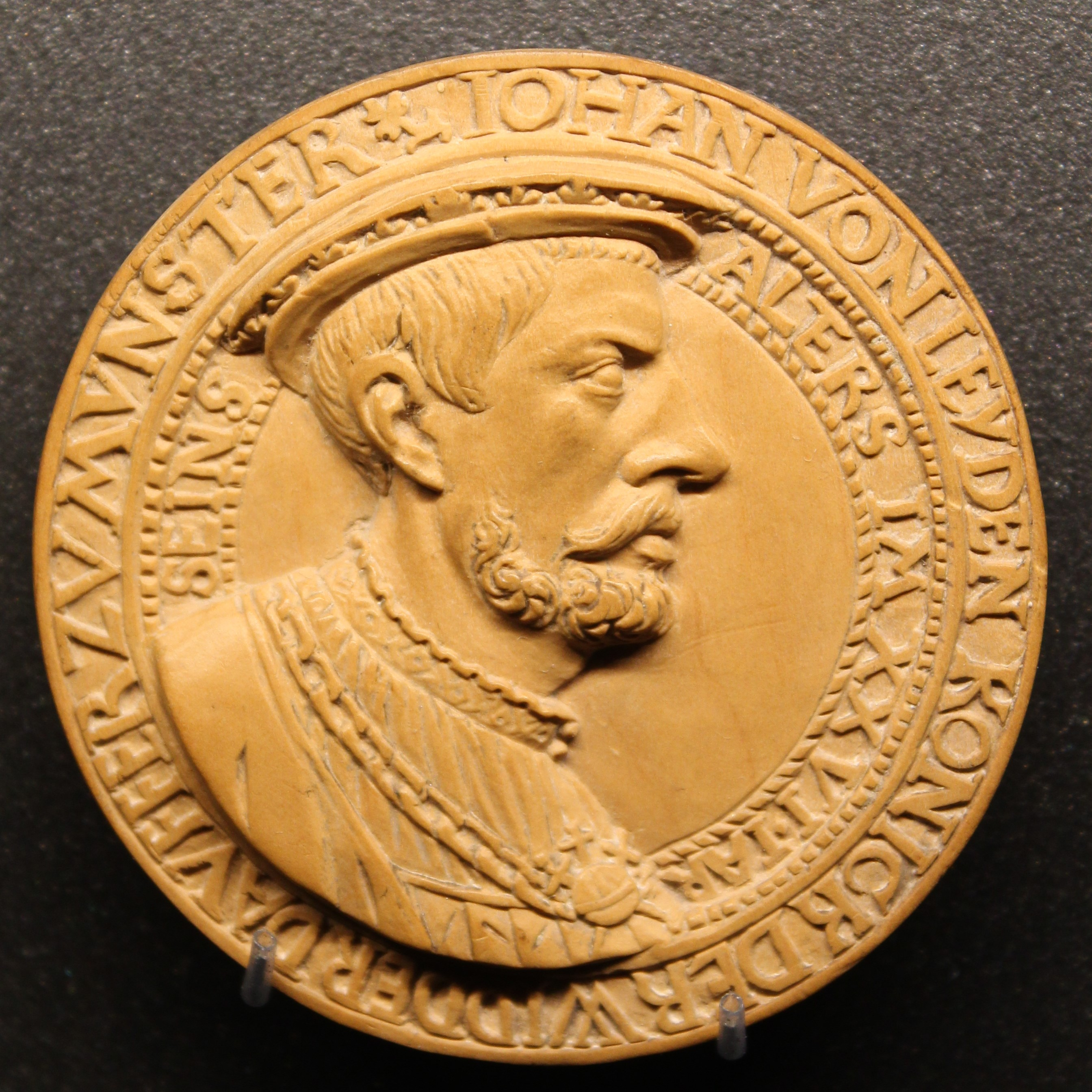
Snijwerk in palmhout, 1535

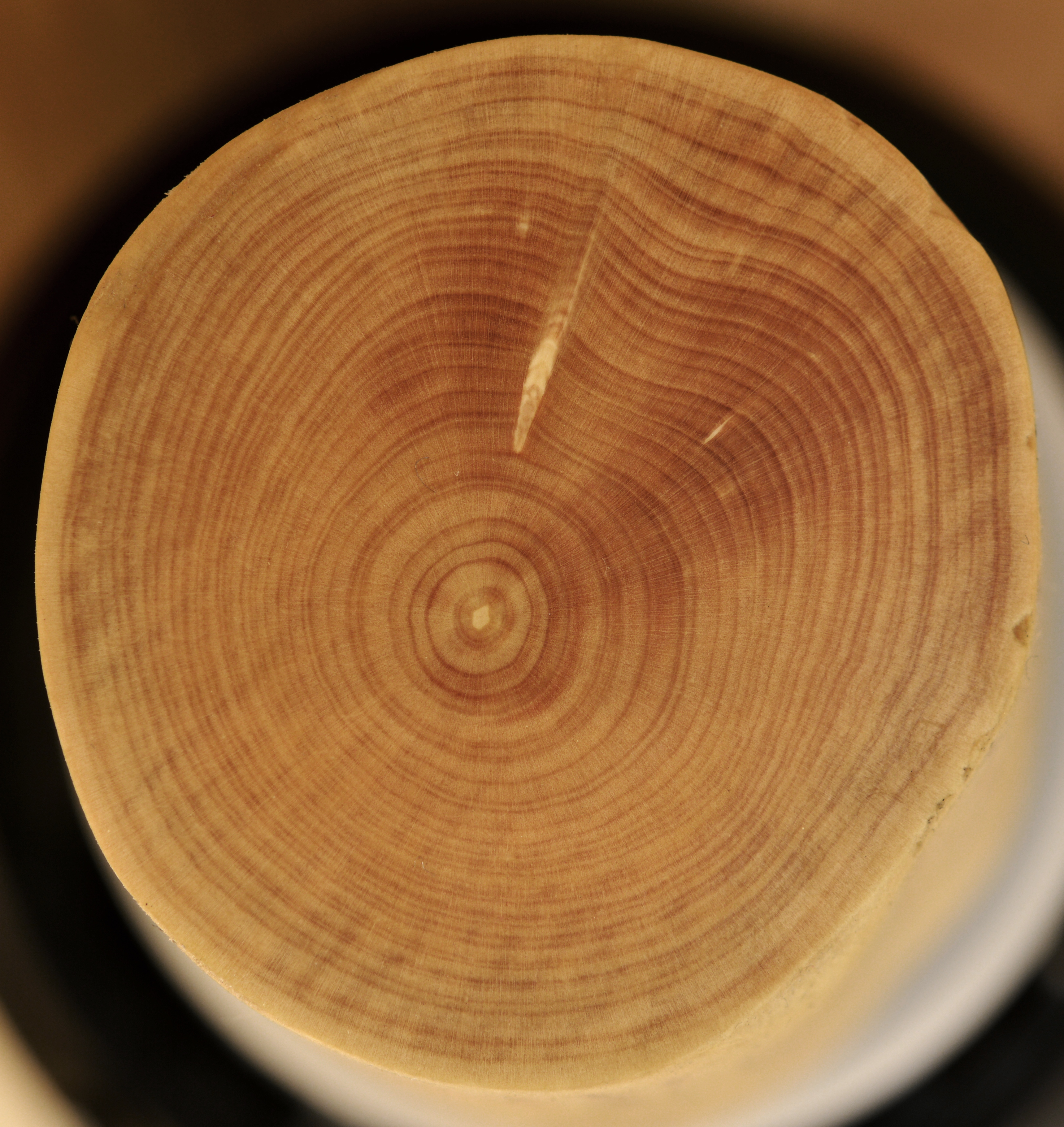
Palmhout, kops vlak

Palmhout (of buxus) is een houtsoort die, anders dan de naam doet vermoeden, niets te maken heeft met de palmen uit de palmenfamilie. Het hout is afkomstig van een ook hier wel aangeplante loofboom buxus (Buxus sempervirens), die ook wel bekendstaat als buksboom of palmboompje.
Het hout is geel van kleur, zwaar, zeer dicht, fijn van structuur en nerf. Het is goed bewerkbaar en zeer fijn af te werken. Palmhout is zeer geschikt voor snijwerk en wordt derhalve veel gebruikt bij blaasinstrumenten (mondstukken). Ook bekend is het gebruik voor houtgravures, zoals die van Albrecht Dürer. Vanwege de sterkte ook in gereedschaponderdelen, meetlatten en als staven in rondsels van molens. Buxus krijgt zelden de kans zich als grotere boom of struik te ontwikkelen, waardoor er slechts kleine stukken zaaghout op de markt komen.
Palmhout dient zeer zorgvuldig te worden gedroogd, omdat het hout sterk de neiging heeft tot scheuren en krimpen.
Soms wordt hout van een verwante soort, B. macowanii uit Zuid-Afrika, geïmporteerd.

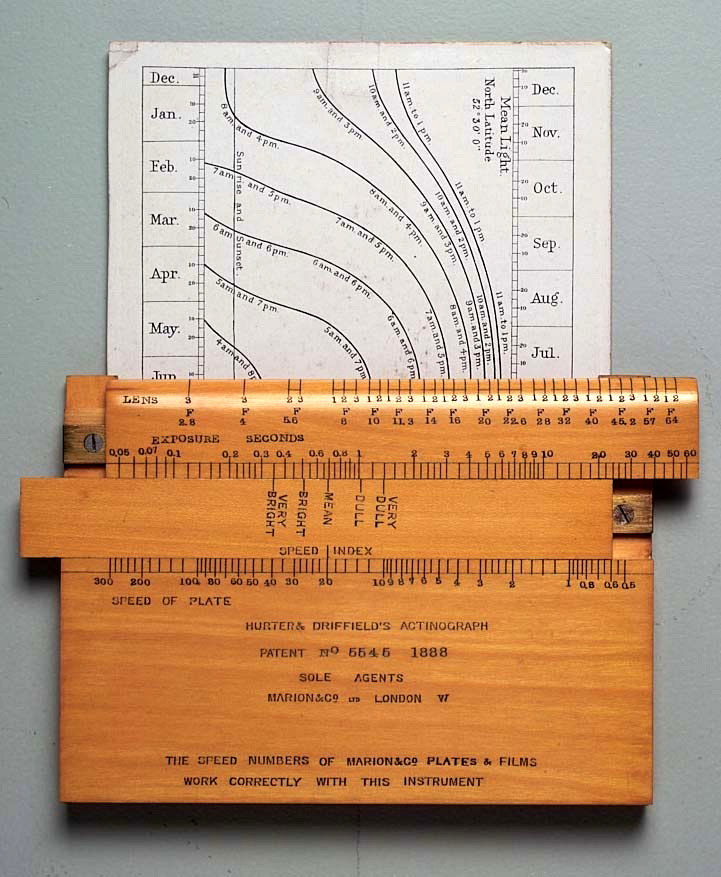
Voorwerp gemaakt van palmhout
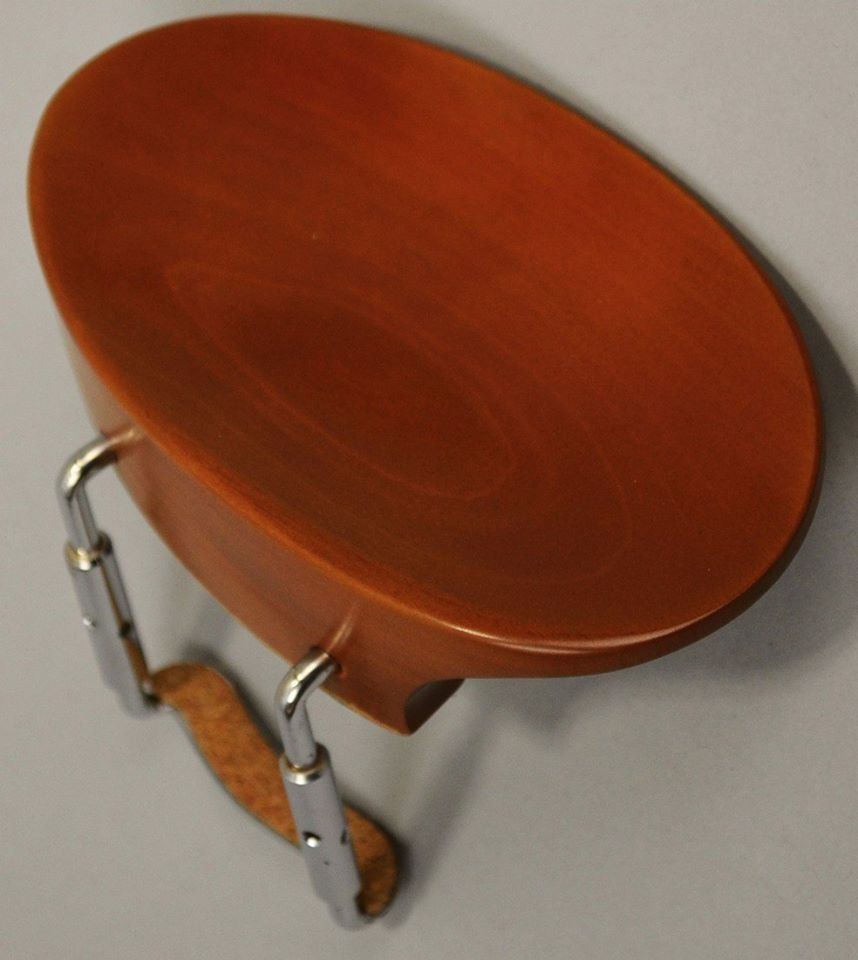
Voorwerp gemaakt van palmhout
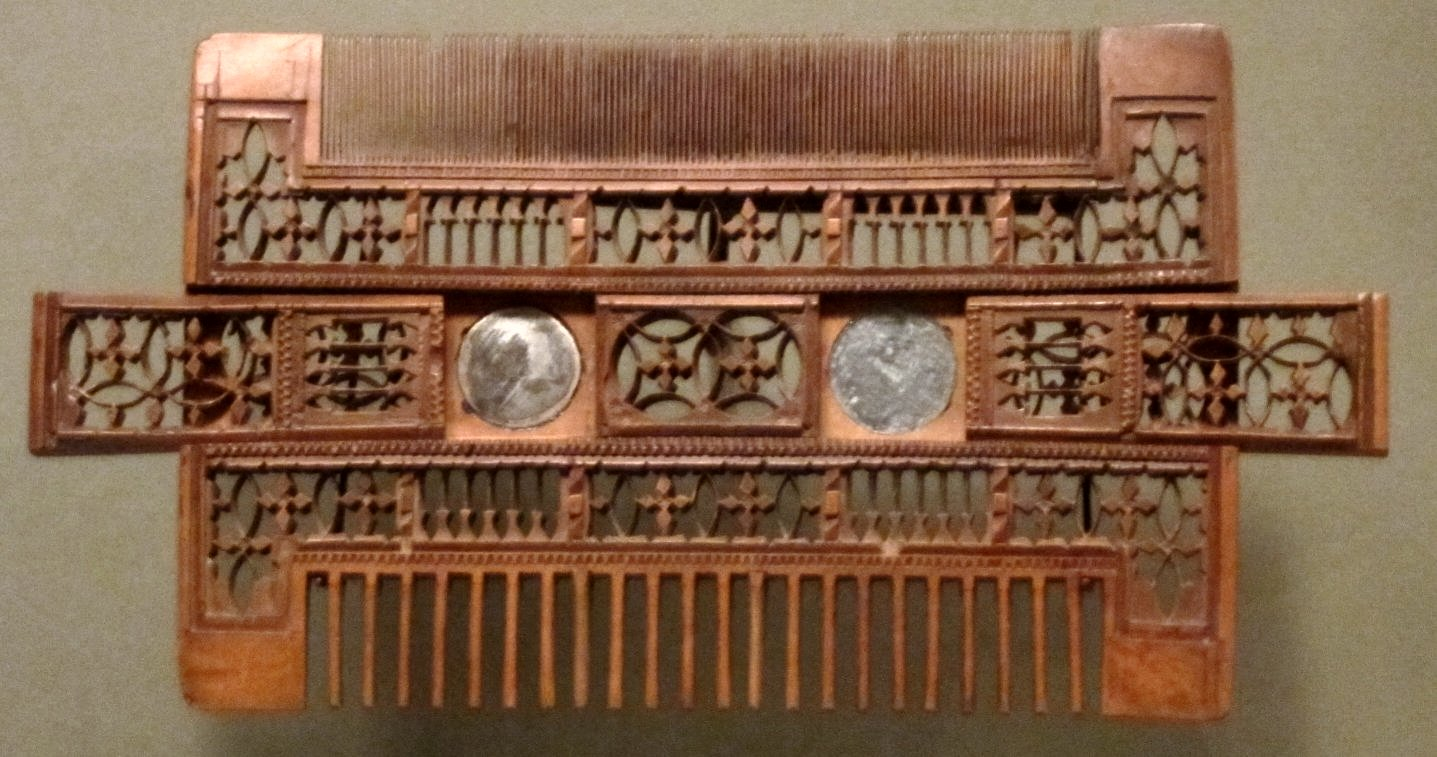
Kam, uitgevoerd in palmhout
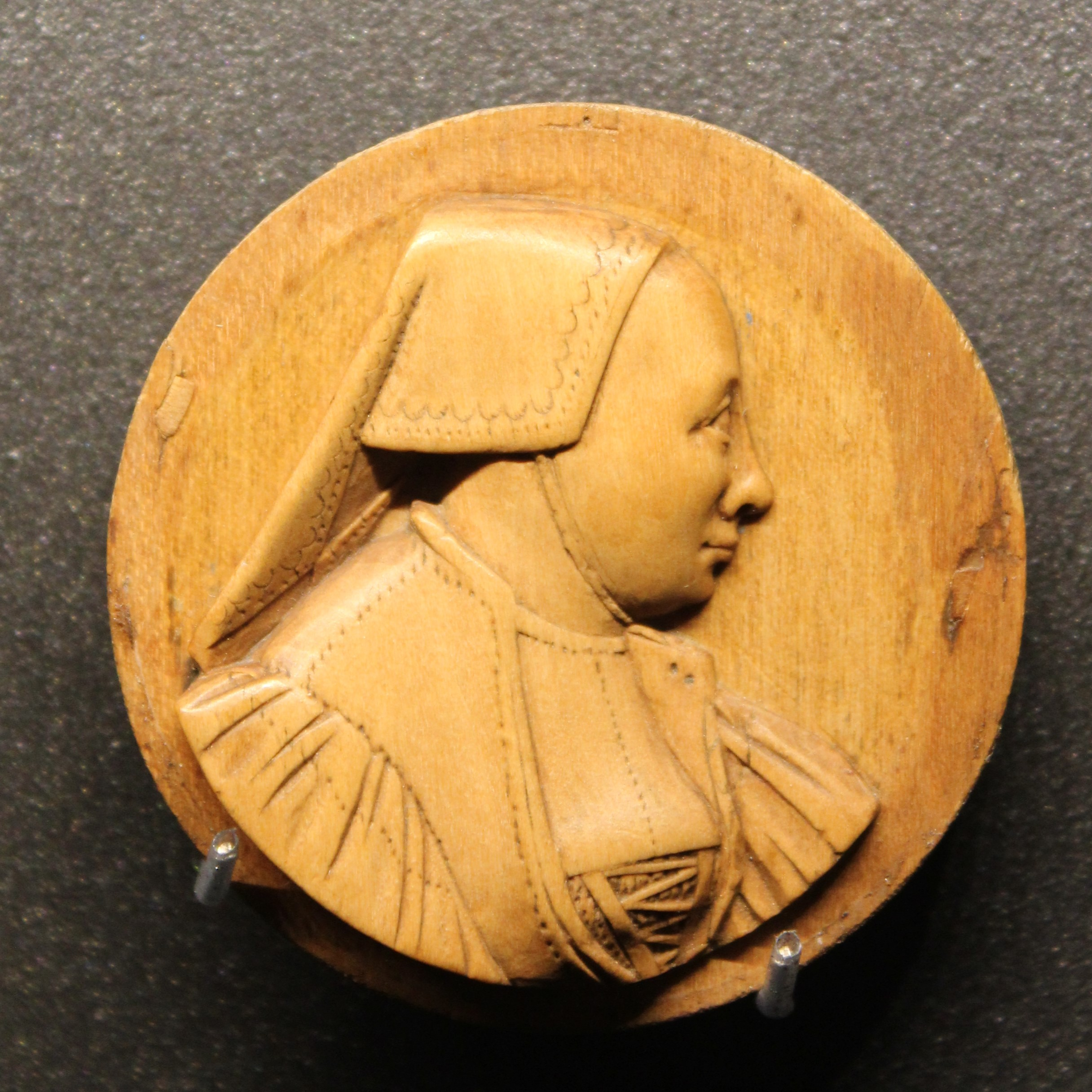
Snijwerk in palmhout, 16e eeuw
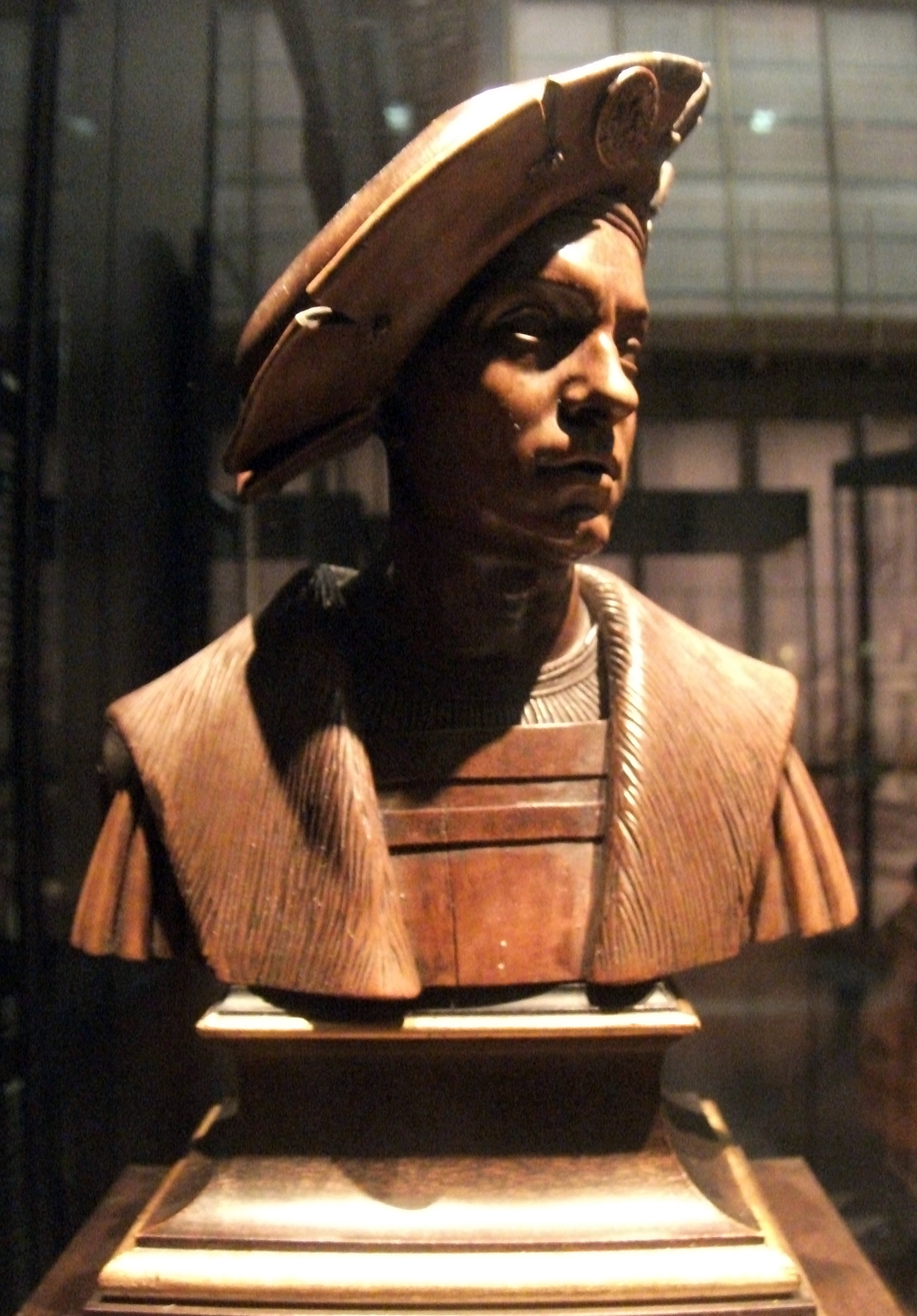
Portret in palmhout
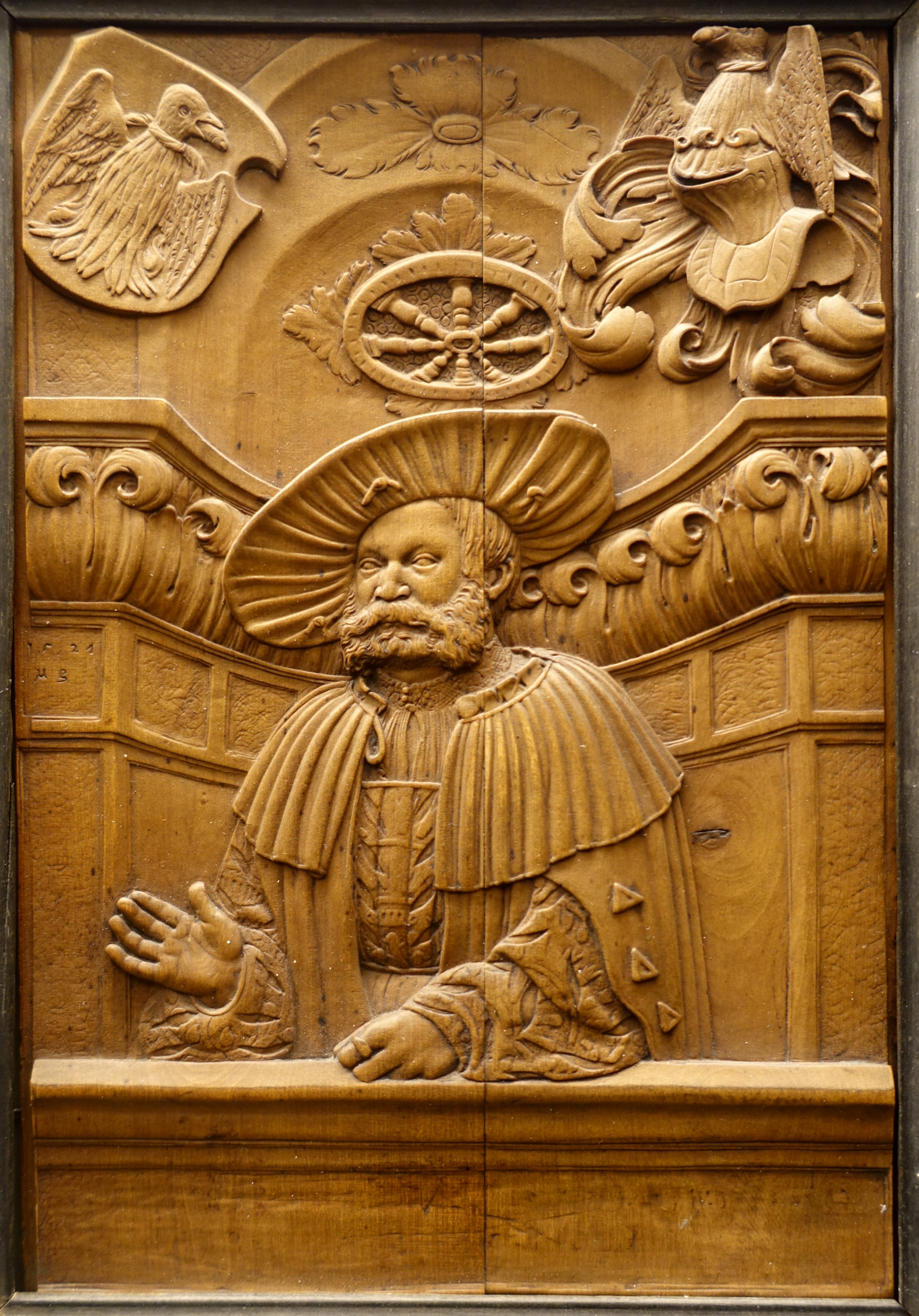
Portret in palmhout, 1521
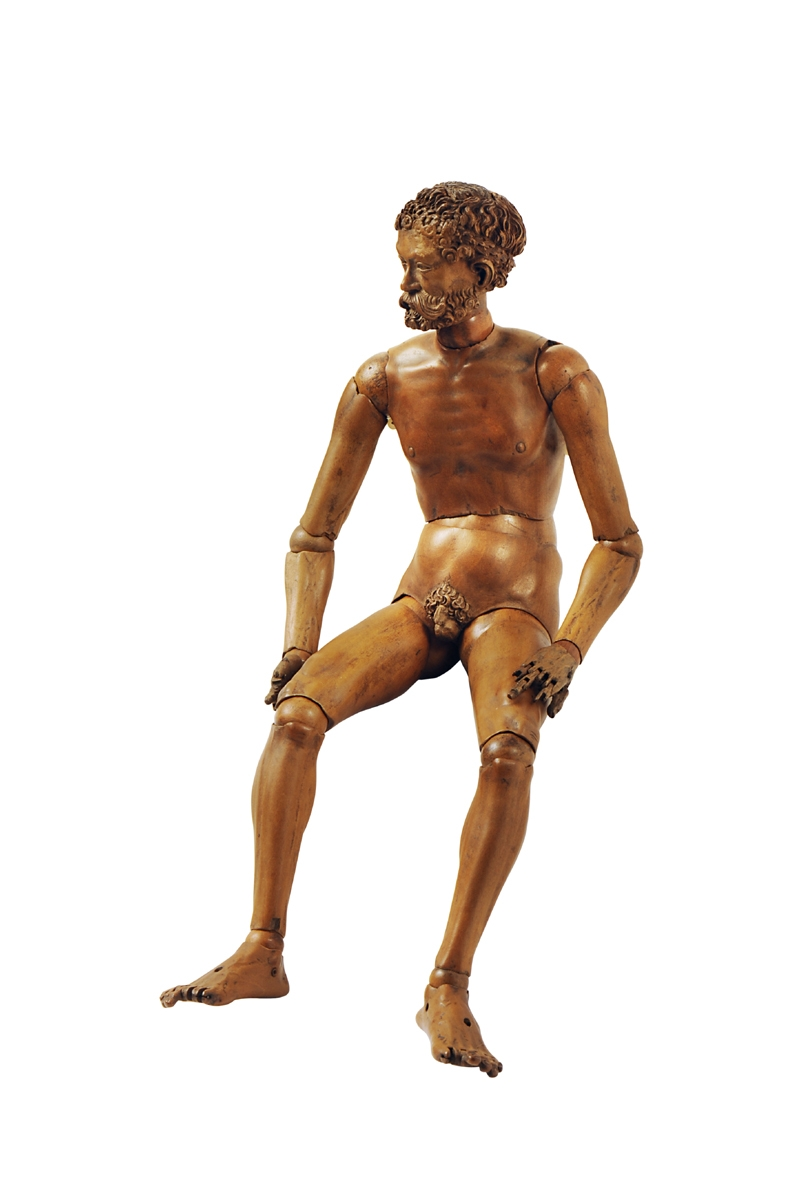
Beeldje gemaakt van palmhout
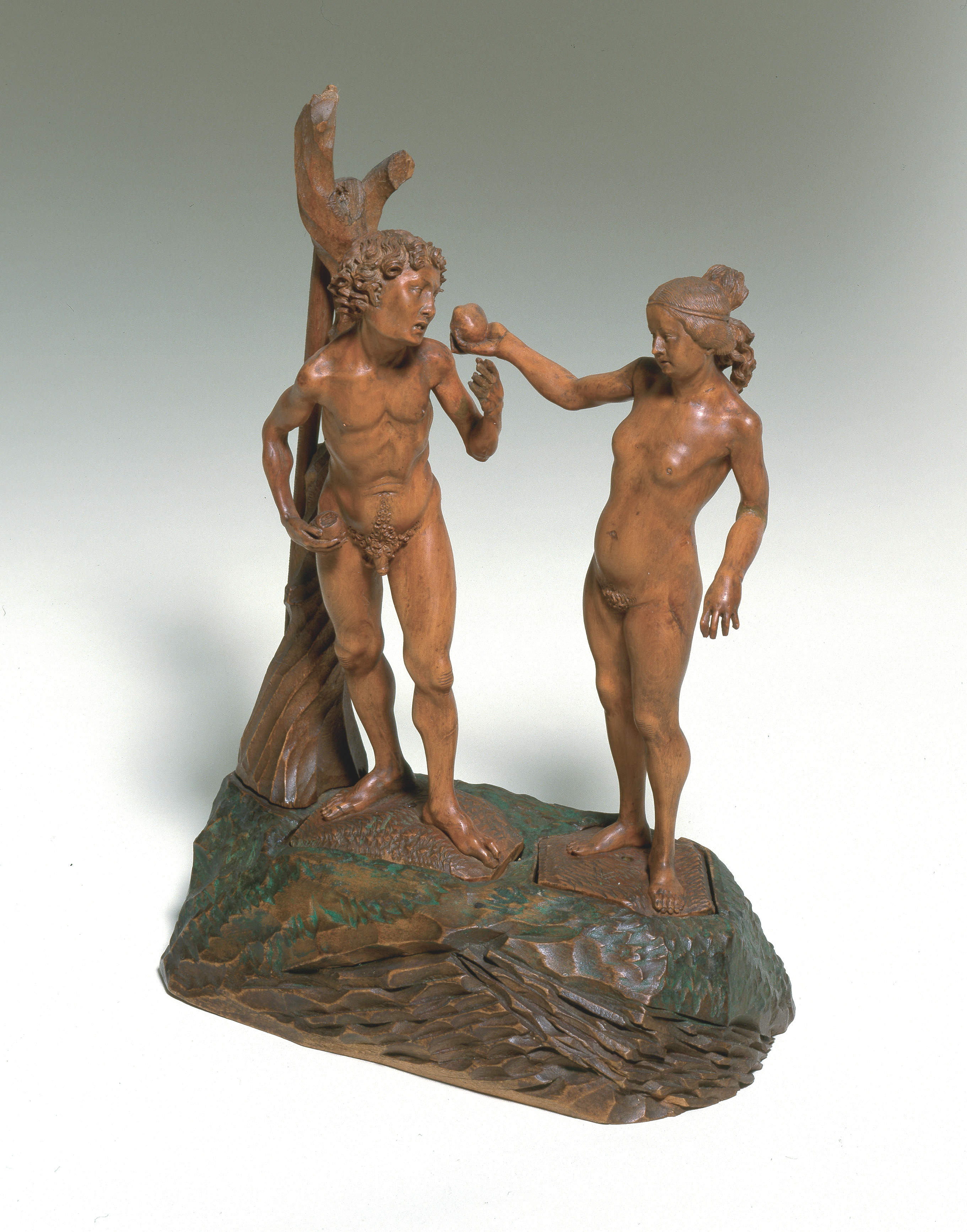
Religieus beeldje gemaakt van palmhout
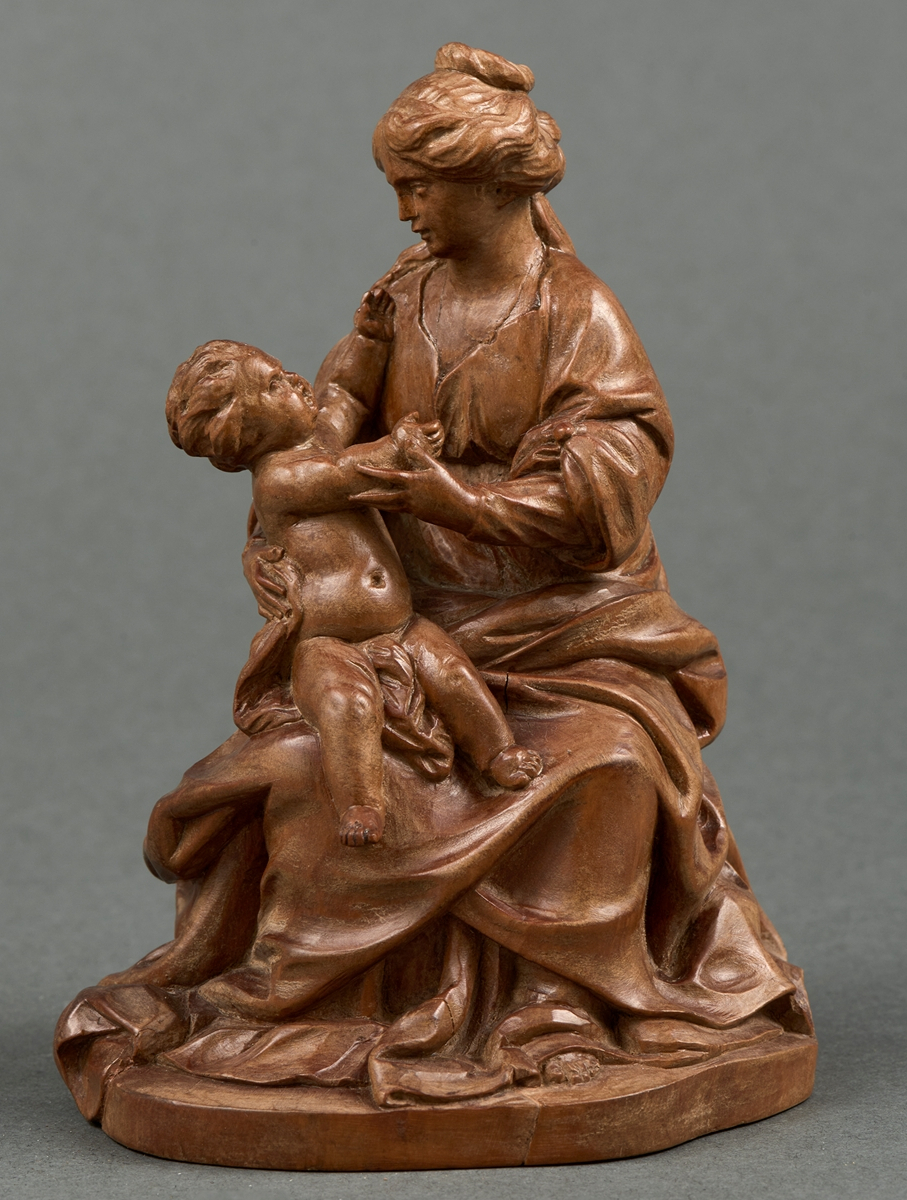
Religieus beeldje gemaakt van palmhout
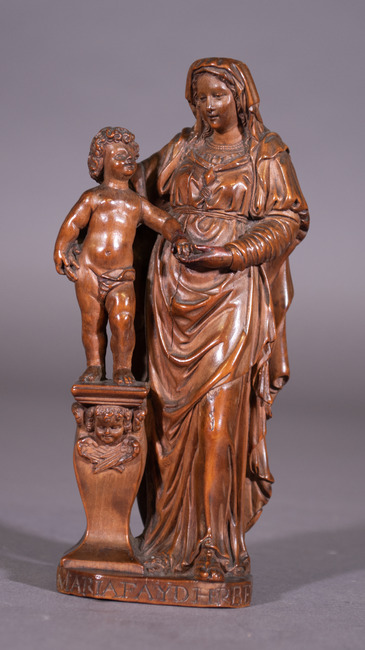
Religieus beeldje gemaakt van palmhout
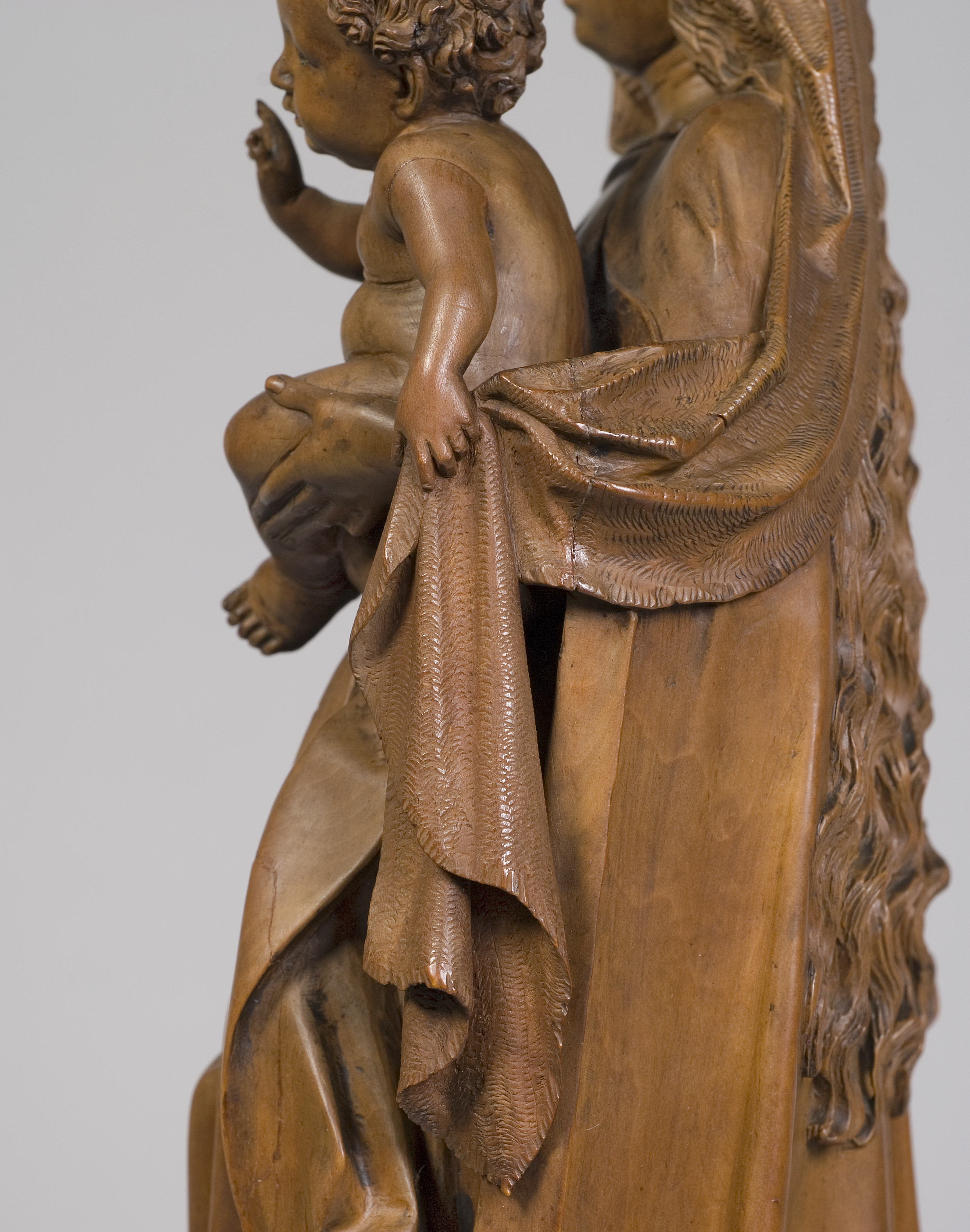
Detail van beeldje gemaakt van palmhout
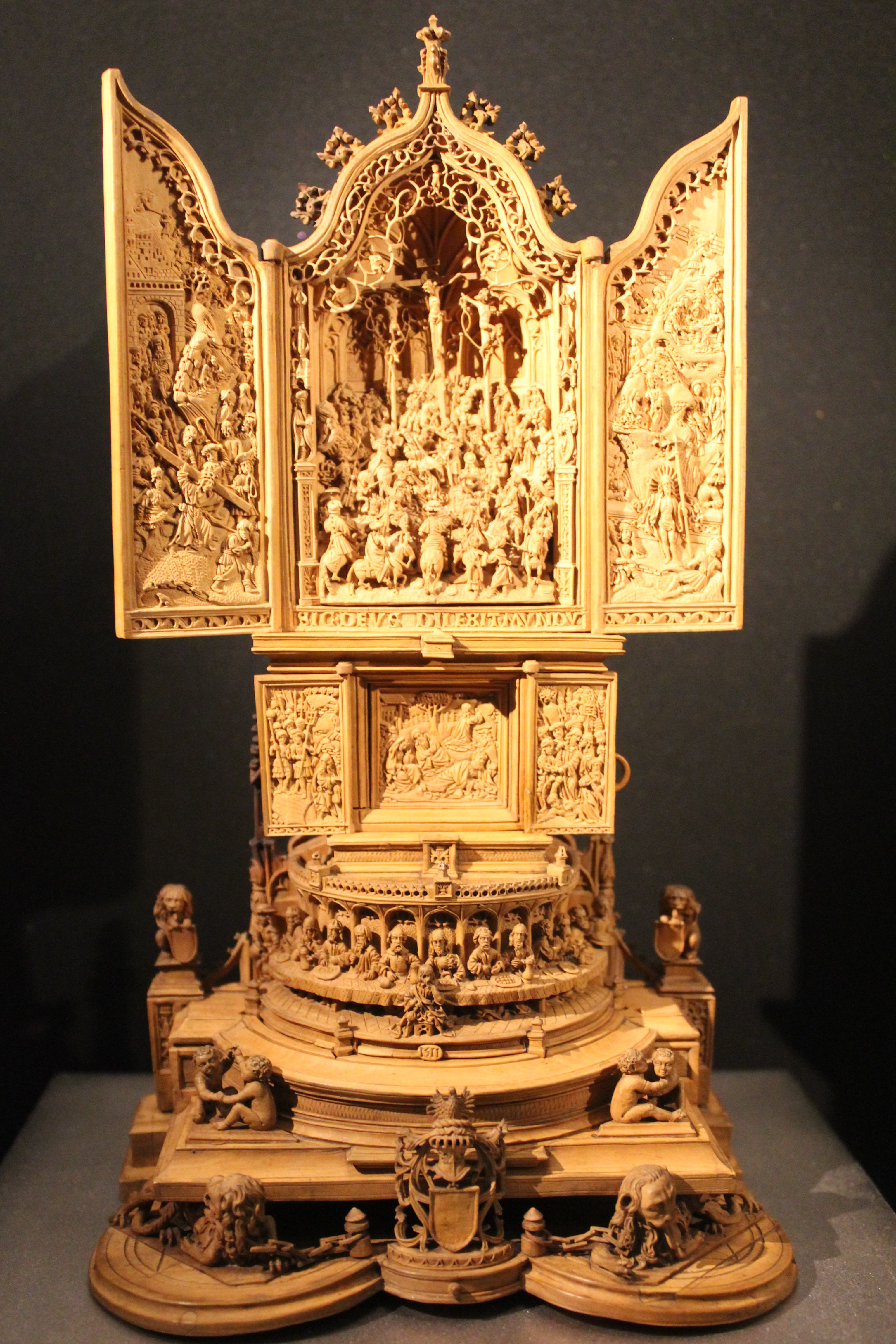
Altaar (draagbaar) gemaakt van palmhout
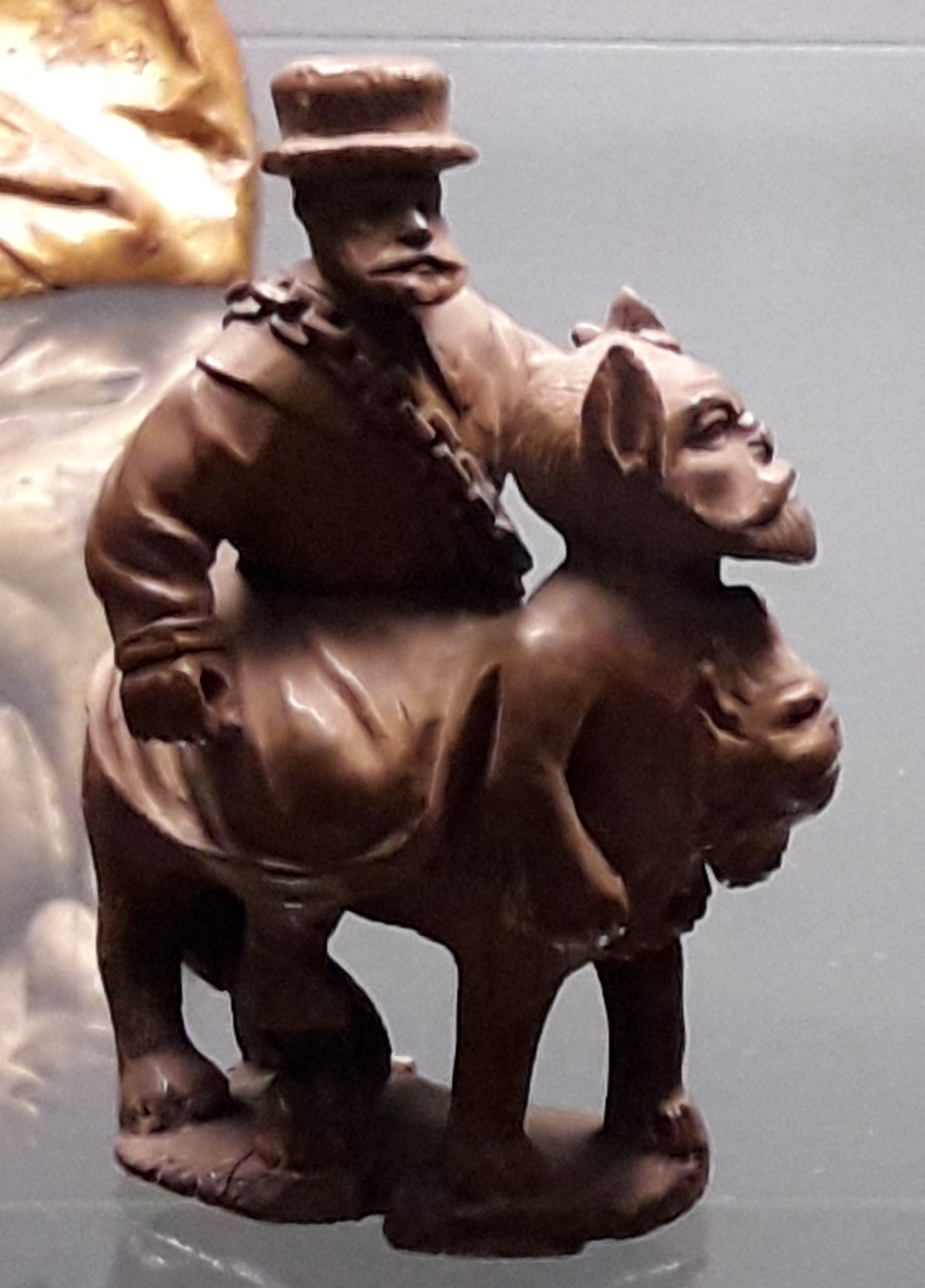
Schaakstuk gemaakt van palmhout
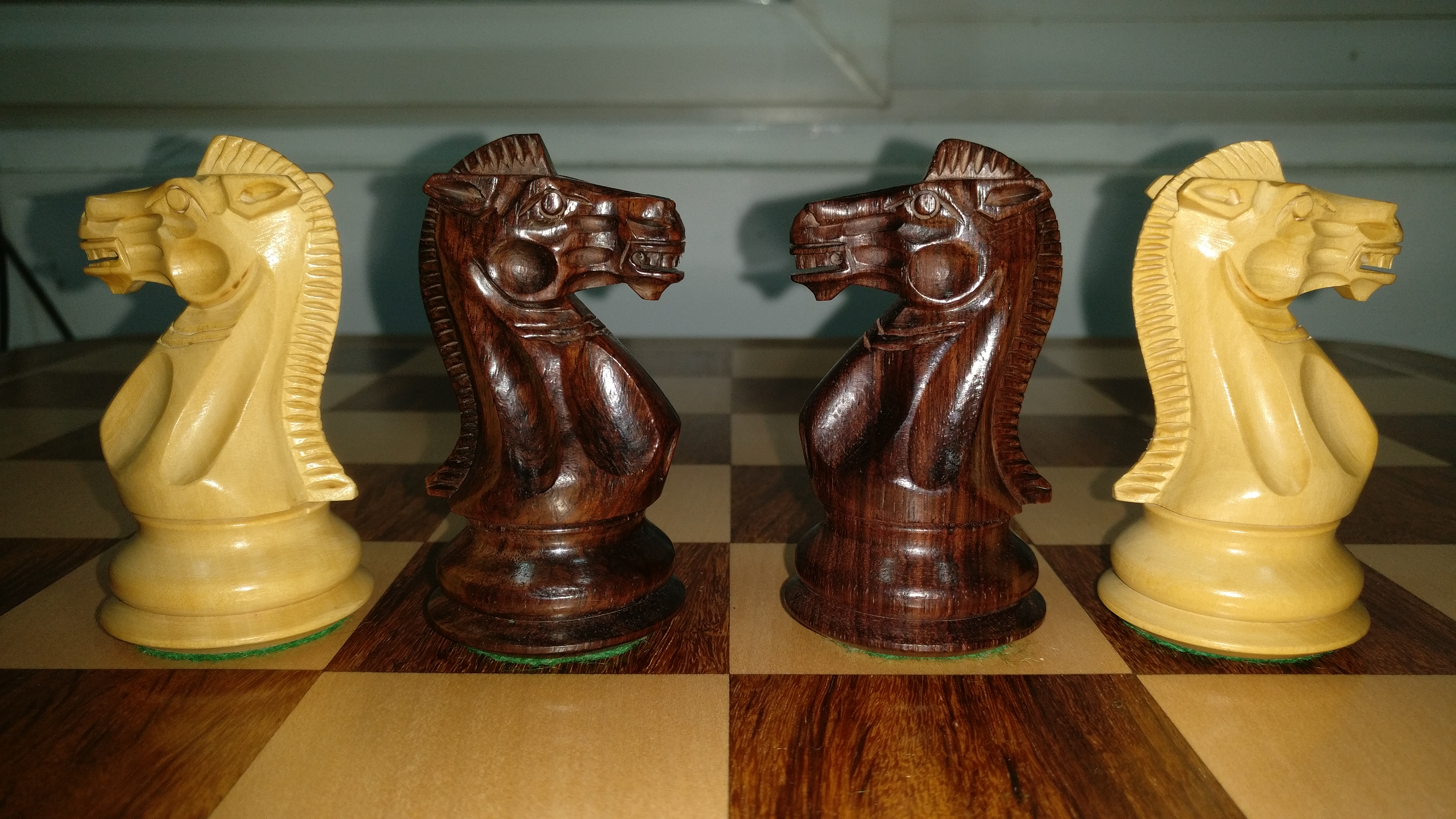
Schaakstukken in palmhout en palissander
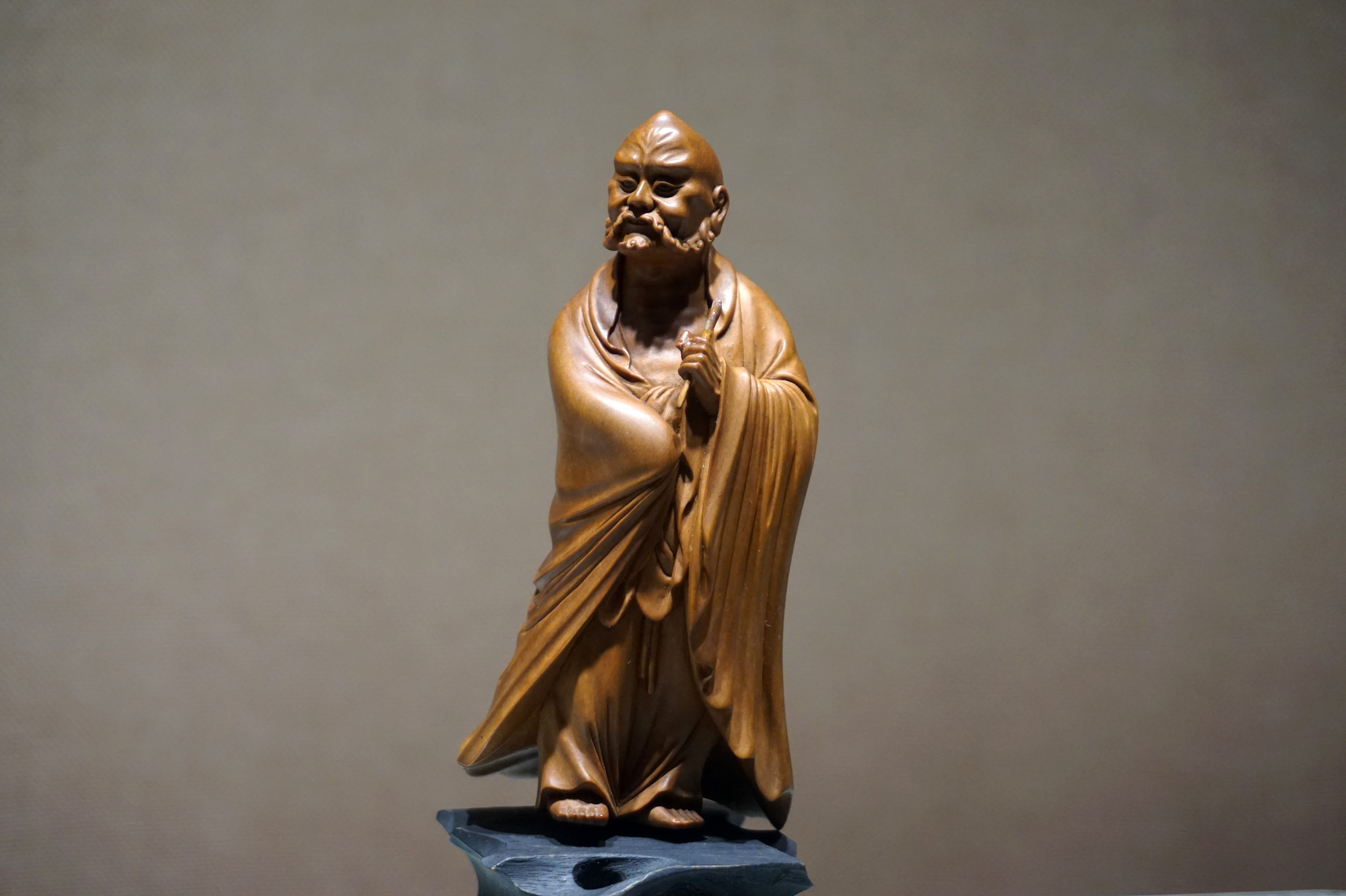
Chinees beeldje gemaakt van palmhout
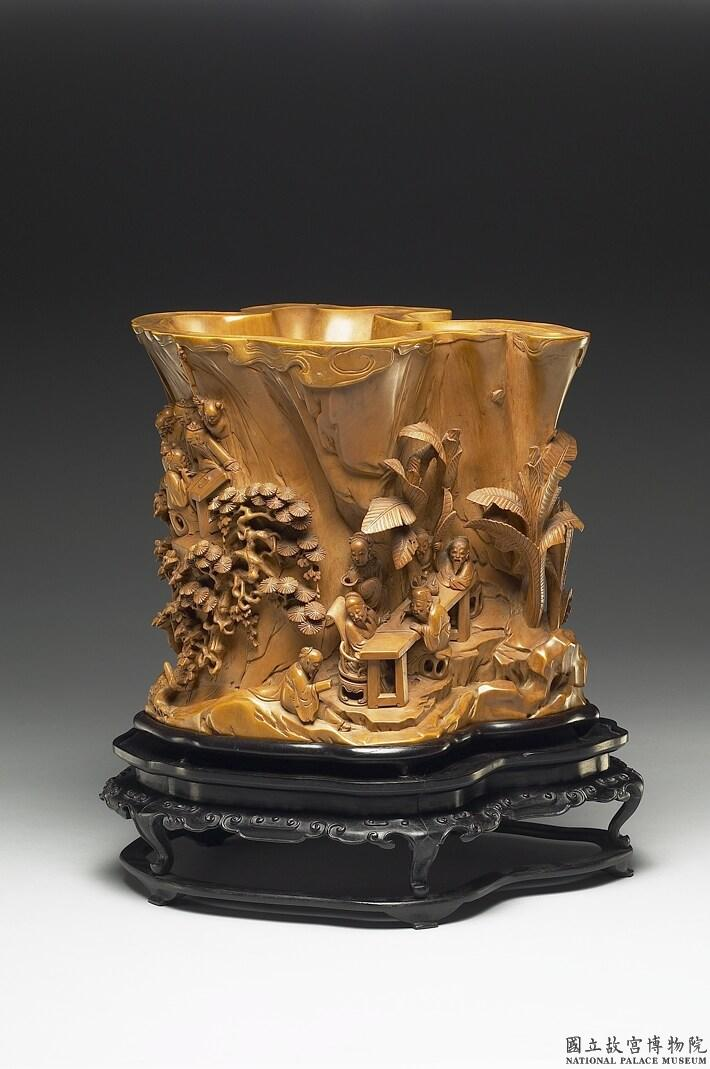
Chinees voorwerp gemaakt van palmhout